# Franz Sales Heß
Franz Sales Heß OSB (* 1. Mai 1899 in Sassanfahrt als Johann Sigmund Heß; † 21. März 1989 in Münsterschwarzach) war ein deutscher Benediktinerpater und Gymnasiallehrer, der von 1941 bis 1945 im Priesterblock des KZ Dachau einsaß.

## Leben
Johann Sigmund Heß trat nach der Reifeprüfung in Lohr am Main 1919 in das Kanonische Noviziat der Abtei Münsterschwarzach ein. Als Ordensnamen erhielt er den des heiligen Franz von Sales. Von 1920 bis 1926 studierte er Philosophie und Theologie in St. Ottilien und Würzburg. Am 19. März 1925 wurde er zum Priester geweiht.
Nach der Aufhebung der Abtei Münsterschwarzach durch die Nationalsozialisten 1941 verbreitete Pater Franz Sales Heß Flugblätter, um die Menschen darüber zu informieren. Daraufhin wurde er am 31. Mai 1941 von der Gestapo verhaftet. Nach der Untersuchungshaft in Rimpar überführte ihn die SS in den Priesterblock des KZ Dachau. Nach fast vierjähriger Haft wurde er am 28. März 1945, kurz vor Kriegsende, entlassen.
Über seine Erfahrungen im Lager schrieb er nach seiner Freilassung das Buch KZ Dachau – Eine Welt ohne Gott, das die Leiden der Häftlinge im Konzentrationslager beschreibt.
Nach dem Krieg arbeitete er als Lehrer und Direktor am Egbert-Gymnasium in Münsterschwarzach, wo er am 21. März 1989 starb.

## Schriften
- KZ Dachau – Eine Welt ohne Gott. Viertürme-Verlag Münsterschwarzach 2018 (5. Auflage), erstmals erschienen 1946, ISBN 978-3-87868-199-1